# Сборная Мальты по пляжному футболу
Сборная Мальты по пляжному футболу — национальная команда, которая представляет Мальту на международных соревновательных дисциплинах по пляжному футболу. Управляется Футбольной ассоциацией Мальты.
По состоянию на июнь 2024 года Мальта в мировом рейтинге пляжного футбола занимает 61 место.

## История
На международном уровне Мальта дебютировала в 2015 году в рамках Средиземноморских пляжных игр. В своей группе команда под руководством Массимилиано Де Селиса проиграла во всех трёх матчах против Марокко (2:7), Египта (2:11) и Турции (0:14). В утешительном плеф-офф мальтийцы оказались слабее Албании (2:5), а в матче за 11 место обыграли Алжир (7:6).
В дальнейшем Мальта не участвовала в международных соревнованиях, однако ситуация изменилась после открытия в 2020 году Мальтийской ассоциации пляжного футбола. В мае 2022 года главным тренером сборной был назначен Марко Касарса, известный по выступлениям за сборную Италии по пляжному футболу. Под его руководством Касарса мальтийцы впервые сыграли в Евролиге 2022 года, заняв по итогам турнира 12 место, уступив в решающем матче Литве (4:9). На следующем турнире сборная финишировала восьмой, проиграв в матче за седьмое место Швеции (3:5).
Впервые в квалификации на чемпионат мира сборная островного государства выступила в июле 2023 года. Мальтийцы прошли отбор без побед, проиграв Литве (0:3), Чехии (2:4) и Швеции (2:5).

## Статистика

### Квалификация на чемпионат мира
| Год         | Результат      | И              | В              | В+             | П              | ГЗ             | ГП             |
| ----------- | -------------- | -------------- | -------------- | -------------- | -------------- | -------------- | -------------- |
| 2008 — 2021 | не участвовала | не участвовала | не участвовала | не участвовала | не участвовала | не участвовала | не участвовала |
| 2023        | групповой этап | 3              | 0              | 0              | 3              | 4              | 12             |
| Всего       | 1/9            | 3              | 0              | 0              | 3              | 4              | 12             |